# باول أوبراين (لاعب كرة قدم)
باول أوبراين (بالإنجليزية: Paul O'Brien)‏ هو لاعب كرة قدم بريطاني في مركز الهجوم، ولد في 3 ديسمبر 1967 في غلاسكو في المملكة المتحدة. لعب مع دونفرملين أثلتيك.

## وصلات خارجية
- باول أوبراين (لاعب كرة قدم) على موقع قاعدة بيانات كرة القدم.إي يو (الإنجليزية)
- باول أوبراين (لاعب كرة قدم) على موقع قاعدة بيانات كرة القدم.إي يو (الإنجليزية)
- باول أوبراين (لاعب كرة قدم) على موقع Soccerbase.com (لاعب) (الإنجليزية)